# Années 1920 en sociologie
Ci-dessous figurent les événements relatifs à la Sociologie survenus au cours des années 1920.

## 1922

### Publications
- Jane Addams, Paix et pain en temps de guerre

## 1923

### Publications
- Victor Branford, Science and sanctity : a study in the scientific approach to unity
- Georg Lukács, History and Class Consciousness
- George Herbert Mead, Scientific Method and the Moral Sciences
- William F. Ogburn, Social Change With Respect to Culture and Original Nature
- W. I. Thomas, The Unadjusted Girl
- Max Weber, General Economic History

### Décès
- 19 août : Vilfredo Pareto, sociologue et économiste italien (° le 15 juillet 1848

### Autres
- Ulysses G. Weatherly devient président de l'American Sociological Association
- Fondation du Social Sciences Research Council (en)

## 1924

### Publications
- Franklin Giddings, The Scientific Study of Human Society
- Leonard Trelawny Hobhouse, Social Development: Its nature and companions
- George Herbert Mead, The Genesis of the Self and Social Control
- Albion Small, Origins of Sociology
- Max Scheler, Essays Toward a Sociology of Knowledge

### Décès
- 29 mars : Ottiero Ottieri écrivain et sociologue italien (décès le 25 juillet 2002)

### Autres
- Charles A. Ellwood devient président de l'American Sociological Association
- Fondation de l'Institut français de sociologie.

## 1926

### Publications
- Bronislaw Malinowski, Crime and Custom in Savage Society
- Max Scheler, Die Wissensformen und die Gesellschaft
- Max Scheler, Der Mensch im Weltalter des Ausgleichs
- R. H. Tawney, Religion and the Rise of Capitalism
- Ferdinand Tönnies, Property

### Naissances
- Jean-Daniel Reynaud, sociologue français
- 7 avril : Franco Ferrarotti, sociologue italien
- 25 juin : Bryan Wilson, sociologue britannique († 9 octobre 2004

### Décès
- 24 mars, Albion Small (° 1854) sociologue américain, premier département de sociologie au monde

## 1928

### Publications
- Melville J. Herskovits, The American Negro
- Robert H. Lowie, Origins of the State
- Robert Morrison MacIver Community
- Karl Mannheim, Le Problème des générations (trad. Gérard Mauger, Paris, Nathan, 1990)
- Margaret Mead, Coming of Age in Samoa
- Max Scheler, Social Mobility
- Louis Wirth, The Ghetto

En ligne
- Émile Durkheim, [texte intégral : Le socialisme. Sa définition - Ses débuts - La doctrine saint-simonnienne] (www.uqac.ca)

### Naissances
- 18 avril : Howard Becker, sociologue américain
- Michel Clouscard, philosophe et sociologue marxiste français
- Leo Goodman, statisticien social américain
- Colette Moreux, sociologue canadien († 2003)

### Décès
- 8 septembre : Jean Bourdeau, écrivain français spécialiste de philosophie allemande et intéressé par les questions sociales et politiques (° 28 juin 1848)